# Anna Komnenovna
Anna Komnéna (řecky Ἄννα Κομνηνή, 2. prosince 1083 Konstantinopol - asi 1154) byla historička, dcera byzantského císaře Alexia I. Komnena a Ireny Dukaiovny.

## Život
Anna byla první dcerou ze sedmi dětí císařského páru a byla provdána za generála Nikefora Bryennia (1062-1137),který se zároveň věnoval historii. Po manželově smrti začala vzdělaná princezna sepisovat své dílo Alexiadu, oslavný epos na zemřelého otce. Zúročila tak své bohaté vzdělání a také možnost přístupu do státního archívu.
Zachovalo se tak zrcadlo událostí přelomu 11. a 12. století v Byzantské říši a mimo jiné i popis událostí předcházejících vznik křížových výprav, ale i první křížovou výpravu samotnou.
| „              | Čas, který ve věčném neklidu nezadržitelně ubíhá, unáší a strhuje za sebou vše, co vzniká. Do hlubin zapomnění noří někdy události bezvýznamné, ale jindy i události velké a pamětihodné... | “ |
| — Anna Komnéna | |   |

Svůj život dožila v klášteře.